# 中华对马耳蕨
中华对马耳蕨（学名：Polystichum sinotsussimense）为鳞毛蕨科耳蕨属下的一个种。

## 扩展阅读
- 維基物種上的相關：中华对马耳蕨